# Go, Diego, Go!
Go, Diego, Go! es una serie de televisión infantil estadounidense, serie secuela de Dora, la exploradora. Se estrenó dentro del bloque Nick Jr. por primera vez el 7 de abril del 2005. La serie se centra en un niño bilingüe de ocho años que ayuda a animales en peligro, la mayoría en bosques tropicales. Diego está acompañado de un jaguar llamado "Chiwis", su mejor amigo. Diego es el primo de Dora la exploradora.
A partir del 16 de septiembre de 2011, se anunció el fin de la serie a 6 años luego de su estreno, quedando 5 temporadas y 74 episodios, mientras que el capítulo final se estrenó el 2 de noviembre de 2011 en Latinoamérica.

## Elenco
| Personaje            | Actor de voz original (Estados Unidos)                                                    | Actor de doblaje (Latinoamérica)                                                 |
| -------------------- | ----------------------------------------------------------------------------------------- | -------------------------------------------------------------------------------- |
| Dora, la exploradora | Kathleen Herles                                                                           | Leisha Medina                                                                    |
| Botas                | Harrison Chad                                                                             | Giannina Jurado                                                                  |
| Mapa                 | Marc Weiner                                                                               | Alfonso Soto                                                                     |
| Mochila              | Sasha Toto                                                                                | Anabella Silva                                                                   |
| Diego Márquez        | Jake T. Austin (temp. 1-3) Brandon Zambrano (desde temp. 3) Jacob Medrano (desde temp. 4) | Manuel Díaz (temp. 1-4) Circe Luna (desde temp. 5)                               |
| Daisy Márquez        | Gabriela Aisenberg                                                                        | Monserrat Mendoza                                                                |
| Alicia Márquez       | Constanza Spekarls Gabriela Aisenberg                                                     | Monserrat Mendoza                                                                |
| Click                | Rosie Perez                                                                               | Rebeca Aponte (temp. 2-5) Melanie Henríquez (temp. 3)                            |
| Móchila de Rescate   | Keeler Sandhaus                                                                           | Alejandro Orozco Xóchitl Ugarte                                                  |
| Estudio de doblaje   |                                                                                           | Etcétera Group (personajes de Dora, la exploradora) DAT Doblaje Audio Traducción |

* Rebeca Aponte reemplazó en algunos loops en la tercera temporada.

## Episodios
| Temporada | Episodios | Primera transmisión                                                            | Última transmisión                                                              |
| --------- | --------- | ------------------------------------------------------------------------------ | ------------------------------------------------------------------------------- |
| 1         | 20        | Estados Unidos: 6 de septiembre de 2005 Latinoamérica: 23 de octubre de 2005   | Estados Unidos: 18 de septiembre de 2006 Latinoamérica: 6 de noviembre de 2006  |
| 2         | 18        | Estados Unidos: 2 de octubre de 2006 Latinoamérica: 18 de noviembre de 2006    | Estados Unidos: 1 de febrero de 2008 Latinoamérica: 17 de marzo de 2008         |
| 3         | 19        | Estados Unidos: 19 de marzo de 2008 Latinoamérica: 4 de octubre de 2008        | Estados Unidos: 18 de septiembre de 2009 Latinoamérica: 18 de noviembre de 2009 |
| 4         | 12        | Estados Unidos: 28 de septiembre de 2009 Latinoamérica: 4 de noviembre de 2009 | Estados Unidos: 24 de septiembre de 2010 Latinoamérica: 10 de noviembre de 2010 |
| 5         | 6         | Estados Unidos: 5 de noviembre de 2010 Latinoamérica: 21 de noviembre de 2010  | Estados Unidos: 16 de septiembre de 2011 Latinoamérica: 2 de noviembre de 2011  |